# Resarö
Resarö – miejscowość (tätort) w Szwecji, w regionie administracyjnym (län) Sztokholm (gmina Vaxholm).
Miejscowość jest położona w prowincji historycznej (landskap) Uppland, ok. 30 km na północny wschód od centrum Sztokholmu przy drodze lokalnej nr 274 (Länsväg 274) w kierunku Vaxholmu. Tätort Resarö jest położony na wyspie o tej samej nazwie (Archipelag Sztokholmski).
We wschodniej części wyspy Resarö znajduje się kopalnia Ytterby (Ytterby gruva), słynąca z odkrytych tam rzadkich minerałów.
W 2010 r. Resarö liczyło 2946 mieszkańców.